# Passo della Gardetta
Il passo della Gardetta (2.437 m s.l.m.) è un valico alpino situato nelle Alpi cozie in Piemonte.

## Geografia
Il valico è situato nell'alta valle Maira, mette in comunicazione il vallone di Unerzio con l'altipiano Meja-Gardetta. È attraversato dal sentiero che compie il Giro dei 7 colli (Gardetta, Rocca Brancia, Oserot, la Croce, Peroni, Scaletta, Escalon).

## Storia
Nei prati presso le ex-caserme militari diroccate si nota un monumento commemorativo dedicato ai soldati periti tragicamente in corso di bonifica della zona dopo la prima guerra mondiale.
Uno dei ricoveri militari opportunamente restaurato è diventato il rifugio della Gardetta.